# Rhönsprudel

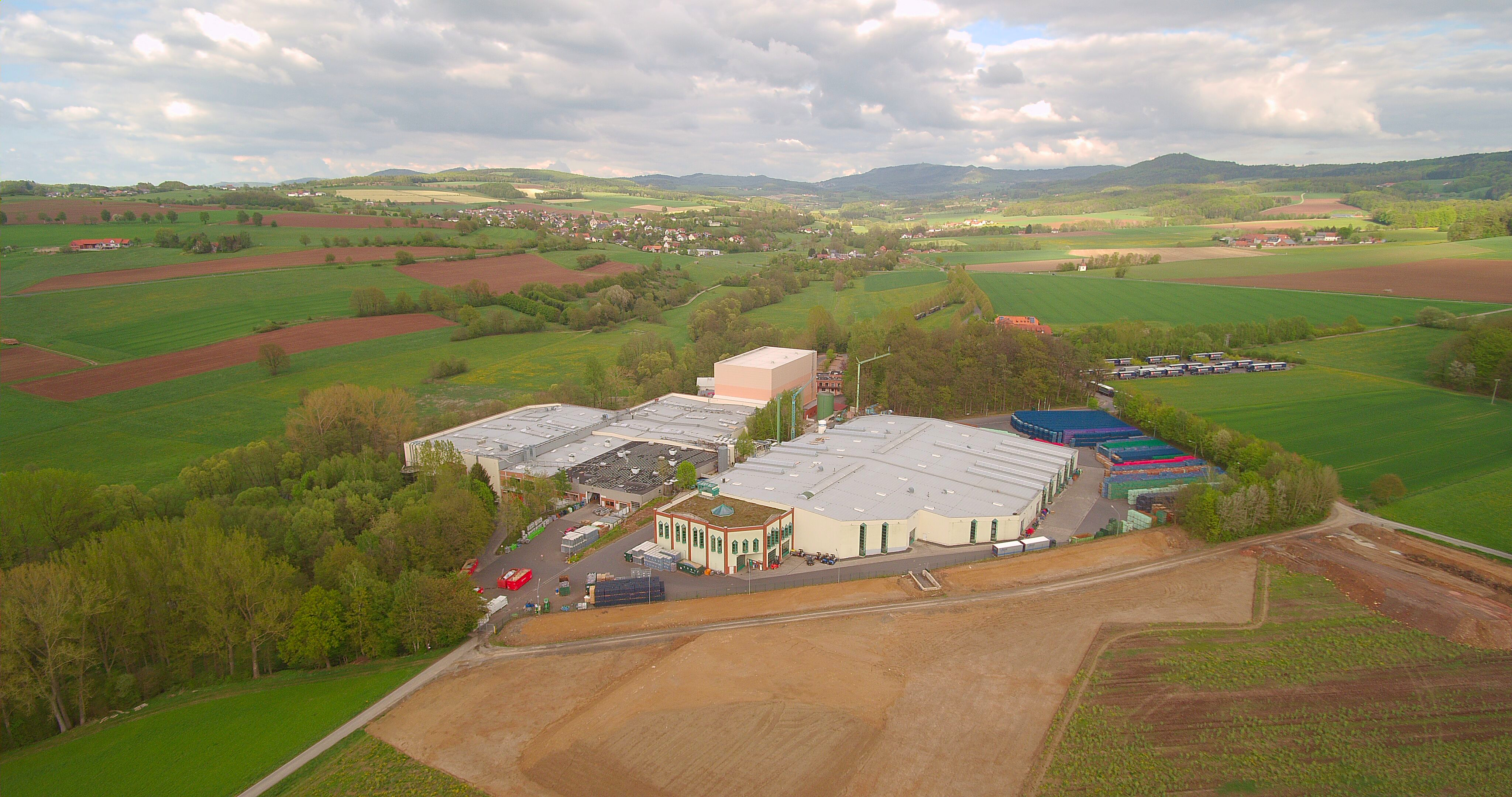
Luftbild des Betriebsgeländes

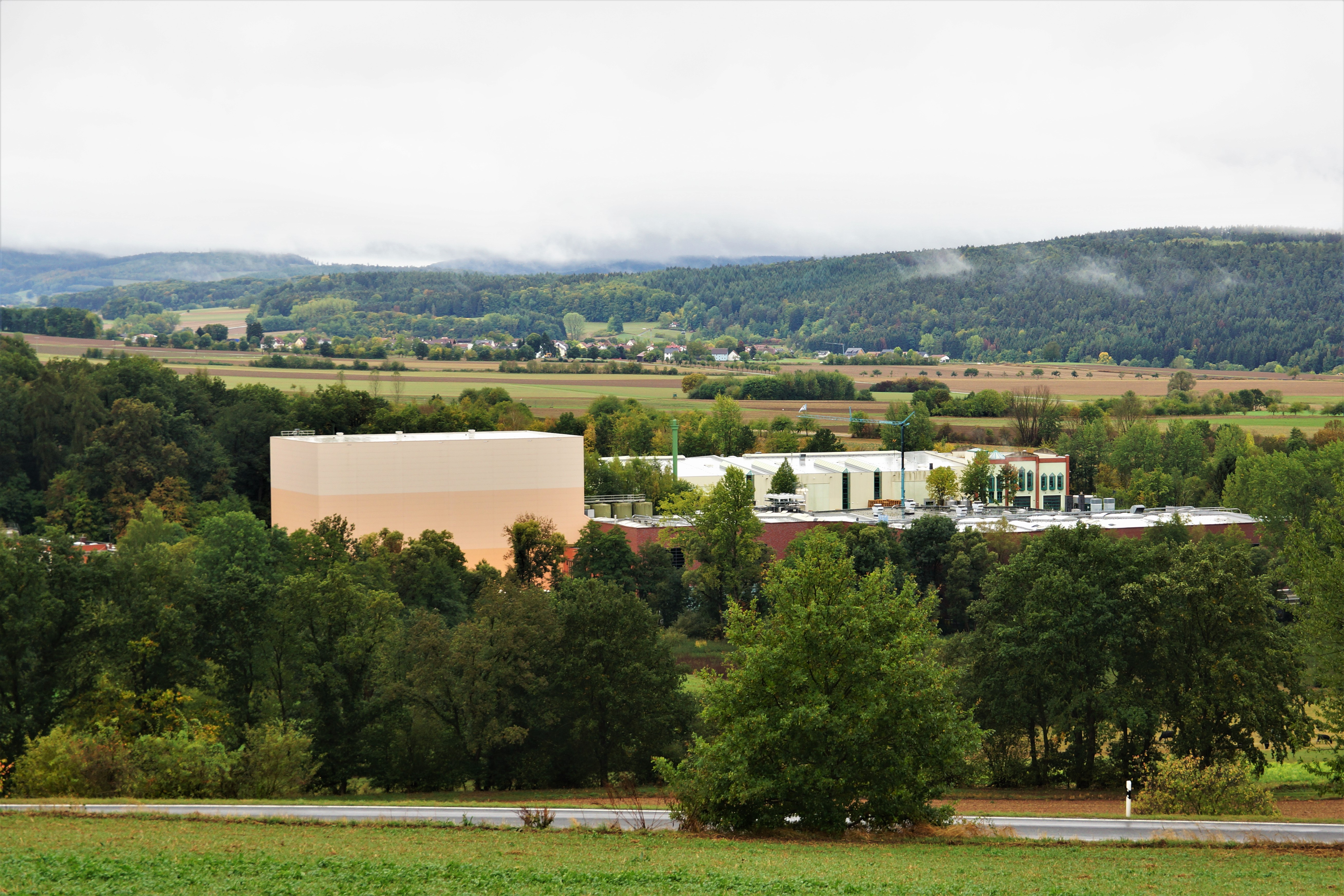
Betriebsgelände von Rhönsprudel im Lüttertal

Die Egon Schindel Holding GmbH & Co. Beteiligungs KG ist die Obergesellschaft der RhönSprudel Gruppe, eines regionalen Getränkeherstellers mit Sitz in Ebersburg-Weyhers im Landkreis Fulda.
Mitte 2022 wurde mitgeteilt, dass die Familie Schindel die RhönSprudel Gruppe an die französische ALMA Group verkauft hat.

## Geschichte
Die Geschichte des MineralBrunnen RhönSprudel in Weyhers begann im Jahr 1781 mit dem von Amtmann Georg Ignazius Weikard aufgrund der guten Qualität des mineralischen Rhöner Quellwassers eingeleiteten Brunnenbau und der daraufhin folgenden Abfüllung in Tonkrüge. Seit 1895 wird das Wasser in Glasflaschen abgefüllt.
Die jüngere Geschichte der zur Egon Schindel GmbH gehörenden Rhön-Sprudel-Gruppe weist zahlreiche Unternehmensübernahmen auf.
Nach der Wiedervereinigung wurden 1990 die Mineralquellen Bad Liebenwerda übernommen, 1992 kam das ebenfalls in Bad Liebenwerda ansässige Unternehmen Bauer Fruchtsaft GmbH hinzu. 1993 gelangte mit der Brauerei Alsfeld AG auch der Vogelsberger Mineralbrunnen in den Unternehmensbesitz, welche 2009 wieder verkauft wurde. Es folgte 1995 die Schweizer Adelboden Mineral- und Heilquellen AG (2010 wieder verkauft) und die Getränke Otto GmbH mit der Spreewaldperle Getränkefachgroßhandel mbH. Es folgten 2002 die Herborner Bärenbräu GmbH und 2006 Spreequell Mineralbrunnen GmbH. Seit 2003 wurde am Weyherser Stammsitz und in der Herborner Bärenbräu in Vertriebskooperation mit der Bionade GmbH das Erfrischungsgetränk Bionade abgefüllt. Getränke Otto stellte den Geschäftsbetrieb zum 30. Juni 2007 ein und wurde bis Ende 2007 abgewickelt, die Geschäfte werden heute unabhängig von der Schindel-Gruppe von der Querfurter SOLID-Gruppe weitergeführt. Ende Oktober 2008 stellte Bärenbräu seinen Betrieb ein und entließ alle Mitarbeiter.
Die MineralBrunnen RhönSprudel GmbH ist Inhaberin der Markenrechte am Erfrischungsgetränk Club-Cola, dessen heutige Zusammensetzung jedoch nichts mit der während der DDR-Zeit verwendeten Rezeptur zu tun hat. Das Getränk wird in Bad Liebenwerda bei den Tochterfirmen Spreequell Mineralquellen GmbH bzw. Mineralquellen Bad Liebenwerda GmbH produziert.
Im Jahr 2022 wurde die RhönSprudel-Gruppe an den französischen Getränkehersteller ALMA Group verkauft. An diesem ist seit 2008 zu 49 % der japanische Pharmakonzern Otsuka Pharmaceutical beteiligt, der auch eine Getränkesparte hat.
Im Juli 2023 wurde der benachbarte Brunnenbetrieb Förstina durch die Alma Group gekauft und in die RhönSprudel-Gruppe integriert.

## Zusammensetzung

### RhönSprudel Quelle Ebersburg
Auszug aus der Mineralwasser-Analyse vom 20. November 2013, Institut Fresenius, Taunusstein:
- Hydrogencarbonat: 226 mg/l
- Sulfat: 18 mg/l
- Calcium: 41,7 mg/l
- Chlorid: 3,9 mg/l
- Natrium: 2,9 mg/l
- Magnesium: 20,9 mg/l
- Kalium: 10,9 mg/l
- Fluorid: 0,66 mg/l
- Nitrat: <0,3 mg/l